# Ранкин (Илиноис)
Ранкин (енгл. Rankin) град је у америчкој савезној држави Илиноис.

## Демографија
По попису из 2010. године број становника је 561, што је 56 (-9,1%) становника мање него 2000. године.
| Група             | 2000.       | 2010.       |
| Белци             | 571 (92,5%) | 505 (90,0%) |
| Афроамериканци    | 1 (0,2%)    | 4 (0,7%)    |
| Азијати           | 3 (0,5%)    | 0 (0,0%)    |
| Хиспаноамериканци | 38 (6,2%)   | 39 (7,0%)   |
| Укупно            | 617         | 561         |